# La Malédiction du loup-garou (film, 1973)
Pour les articles homonymes, voir La Malédiction du loup-garou.
Pour plus de détails, voir Fiche technique et Distribution.
La Malédiction du loup-garou (The Boy Who Cried Werewolf) est un film américain réalisé par Nathan Juran en 1973.

## Synopsis
Le jeune Richie Bridgestone vient rendre visite à son père Robert pour les vacances d'été dans sa cabane forestière. Ce dernier est attaqué par un loup-garou alors qu'il tentait de protéger son fils. L'enfant tente de prévenir les alentours du danger mais personne ne le croit. Son père commence à se transformer les nuits de pleine lune en monstre...

## Fiche technique
- Titre : La Malédiction du loup-garou
- Titre original : The Boy Who Cried Werewolf
- Réalisation : Nathan Juran
- Scénario : Bob Homel
- Musique : Ted Stovall
- Directeur de la photographie : Michael P. Joyce
- Montage : Barton Hayes
- Distribution : Phil Benjamin
- Création des costumes : Moss Mabry
- Maquillages spéciaux : Thomas Burman
- Effets spéciaux visuels : James W. Elkin
- Producteur : Aaron Rosenberg
- Productrice associée : Vicky Rosenberg
- Producteur associé : Russell F. Schoengarth
- Compagnies de production : Pacific Bay Entertainment - RKF
- Compagnie de distribution : Universal Pictures
- Genre : Horreur
- Durée : 93 minutes
- Langue : Anglais mono
- Image : Couleurs (Technicolor)
- Ratio écran : 1.85:1
- Format négatif : 35 mm
- Procédé cinématographique : Sphérique

## Distribution
- Kerwin Mathews : Robert Bridgestone
- Elaine Devry : Sandy Bridgestone
- Scott Sealey : Richie Bridgestone
- Robert J. Wilke : le shérif
- Susan Foster : Jenny
- Jack Lucas : Harry
- Bob Homel : Frère Christopher
- George Gaynes : Docteur Marderosian
- Loretta Temple : Monica
- David S. Cass Sr. : l'adjoint
- Harold Goodwin : Monsieur Duncan
- Paul Baxley : le premier loup-garou